# Riniken
Riniken é uma comuna da Suíça, situada no distrito de Brugg, no cantão de Argóvia. Tem 4,76 km² de área e sua população em 2018 foi estimada em 1.452 habitantes.